# The Jacksons (programma televisivo)
The Jacksons (conosciuto anche come The Jacksons TV Show) è stato un varietà dal canale statunitense CBS andato in onda di mercoledì tra il 16 giugno 1976 e il 9 marzo 1977 per un totale di dodici episodi, con protagonisti i fratelli e le sorelle Jackson (ad eccezione di Jermaine che era sotto contratto con l'etichetta discografica Motown).
Fu il primo varietà americano con un cast di soli fratelli e sorelle afroamericani. Il protagonista degli sketch musicali e di danza era Michael Jackson.

## Contenuti
Lo spettacolo veniva registrato a Las Vegas ed era composto da vari sketch comici alternati a numeri musicali e canori interpretati dai fratelli Jackson e da alcune guest star. L'idea venne alla loro casa discografica, la Epic Records, i cui album erano distribuiti dalla CBS, per promuovere la loro musica anche in TV (non esistevano ancora canali tematici musicali come MTV, che sarebbero arrivati dagli anni Ottanta in poi). Oltre ai loro successi, durante alcuni episodi i Jackson interpretavano brani di altri artisti, tra i quali Puttin' on the Ritz, I Got You Babe, That's the Way (I Like It) e I Shot the Sheriff. Gli ascolti furono buoni, ma la Motown non gradì che la CBS, per promuovere il programma, avesse pubblicato su una rivista un'immagine dei fratelli che ritraeva anche Jermaine e le fece causa, obbligando il canale a chiudere il varietà prima della prevista seconda stagione.
Nella biografia di Michael Jackson del 1991 The Magic and the Madness, l'autore J. Randy Taraborrelli racconta che il cantante gli confessò che ne fu segretamente felice perché, essendo un perfezionista, riteneva che in quel programma non avesse il tempo, tra una registrazione e l'altra, di provare come si deve e odiava inoltre dover partecipare alle scenette comiche coi fratelli e che dichiarò:
(Michael Jackson nella biografia The Magic and the Madness di J. Randy Taraborrelli)

## Cast
I componenti della famiglia Jackson che partecipavano allo show in ordine dal più grande al più piccolo:
- Rebbie Jackson
- Jackie Jackson
- Tito Jackson
- La Toya Jackson
- Marlon Jackson
- Michael Jackson
- Randy Jackson
- Janet Jackson

## Ospiti

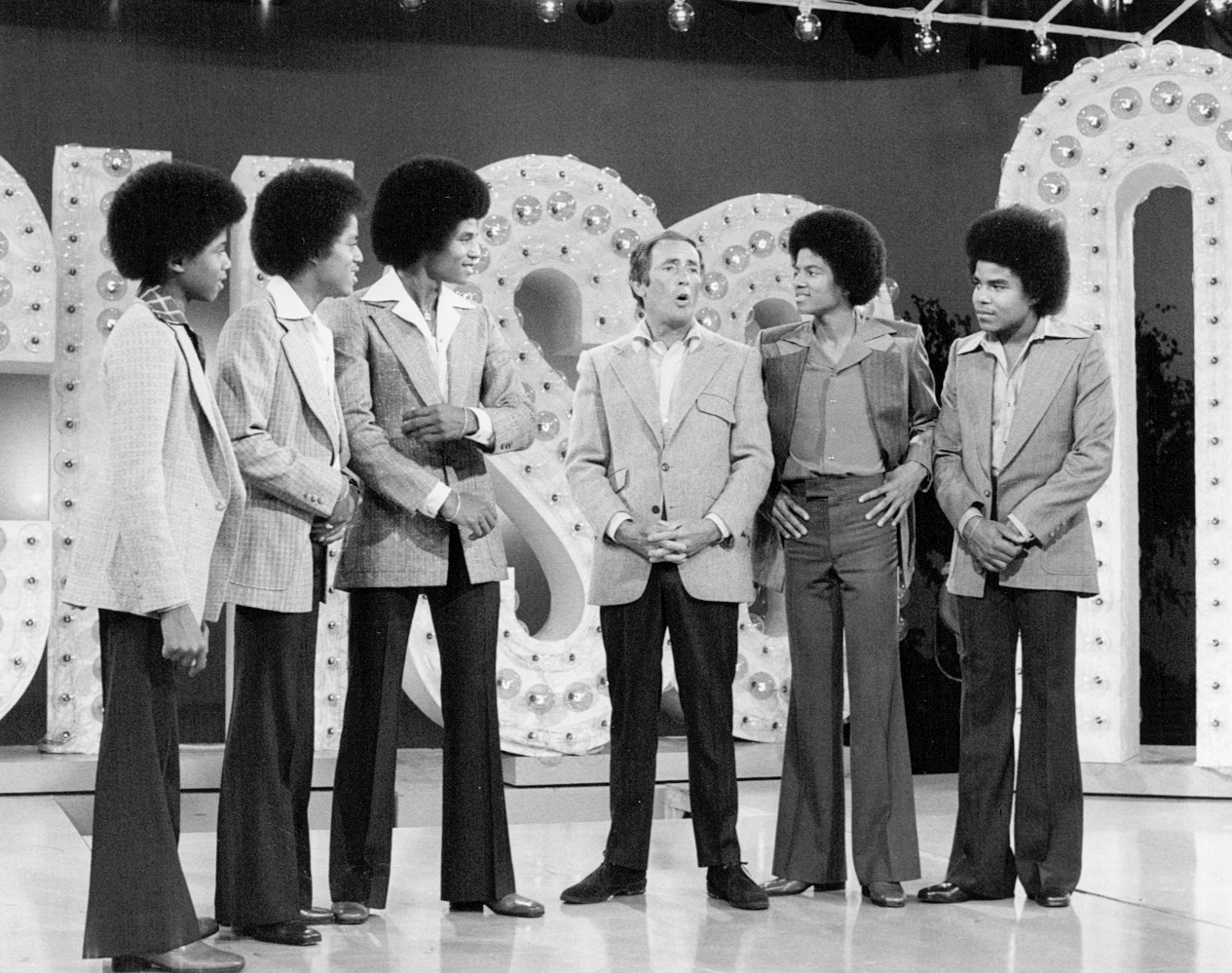
I fratelli Jackson con Joey Bishop in un episodio del programma.

Alcuni tra gli ospiti d'onore più importanti che parteciparono al programma:
- David Letterman
- Mohamed Ali
- Joey Bishop
- Tim Conway
- Lynda Carter
- Sonny Bono
- Tina Turner
- Redd Foxx
- Betty White
- Carroll O'Connor